# Edelstaal

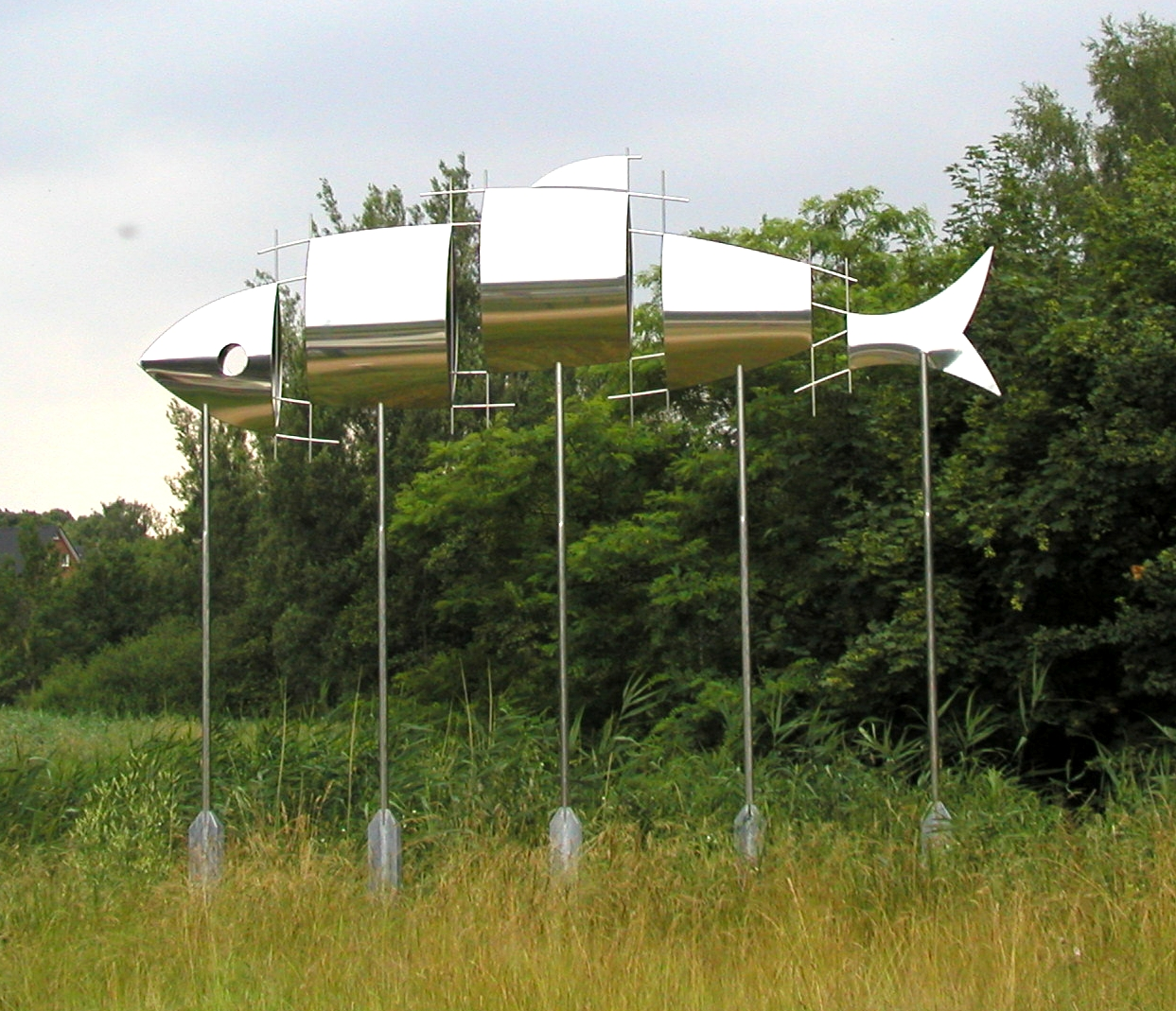
Kunstwerk van edelstaal

Edelstaal is een term gebruikt door staalfabrikanten om hoogwaardig roestvast staal (in de omgangstaal meestal 'roestvrij staal' genoemd) aan te duiden, waarmee benadrukt moet worden dat het staal sterk, zuiver en mooi is.
Edelstaal wordt gebruikt voor onder andere sieraden, pannen, bestek en schakelmateriaal. Op bestek veelal met de aanduiding 18/10 of 18/8. Dit houdt in dat het edelstaal voor 18% uit chroom en 10 of 8% uit nikkel bestaat. Chroom zorgt ervoor dat er een onzichtbaar oxidelaagje ontstaat op het bestek, dat de rest van het metaal beschermt tegen verdere corrosie. Het nikkel zorgt ervoor dat het bestek niet magnetisch wordt. Vaak zit er in bestek ook molybdeen dat de sterkte van het bestek weer ten goede komt. Het is putbestendig en messen blijven langer scherp.